# Siegmannsbrunn
Siegmannsbrunn ist ein Gemeindeteil der Stadt Pottenstein im Landkreis Bayreuth (Oberfranken, Bayern). Siegmannsbrunn liegt in der Gemarkung Pottenstein.

## Geographie und Verkehrsanbindung
Der Weiler Siegmannsbrunn liegt südwestlich der Kernstadt Pottenstein an der Staatsstraße 2685. Die Bundesstraße 470 verläuft nördlich und östlich.

## Geschichte
In einer Urkunde, die im Zeitraum von 1398 bis 1421 entstand, wurde der Ort „Sigmandsbrunne“ erstmals urkundlich erwähnt. Das Bestimmungswort des Ortsnamens ist der Personenname Siegmund.
Mit dem Gemeindeedikt (frühes 19. Jahrhundert) wurde Siegmannsbrunn der Ruralgemeinde Stadelhofen zugeordnet. Am 1. Mai 1978 erfolgte im Zuge der Gebietsreform in Bayern die Eingliederung nach Pottenstein.

## Baudenkmäler
In der Liste der Baudenkmäler in Pottenstein (Oberfranken) sind für Siegmannsbrunn zwei Baudenkmäler aufgeführt.